# Batistospora septentrionalis
Batistospora septentrionalis är en svampart som beskrevs av J.L. Bezerra & M.P. Herrera 1964. Batistospora septentrionalis ingår i släktet Batistospora, divisionen sporsäcksvampar och riket svampar.   Inga underarter finns listade i Catalogue of Life.